# 白玉兰奖 (上海对外表彰)
白玉兰奖是上海市人民政府为表彰对上海有贡献的外籍人士（包括香港和台灣）而设立的奖项，分為白玉兰纪念奖和白玉兰荣誉奖，每年颁授一次。白玉兰荣誉奖一般在白玉兰纪念奖的獲得者中遴選。白玉兰纪念奖自1989年起頒獎，白玉兰荣誉奖自1993年起颁奖。